# Valmacca
Valmacca je italská obec v provincii Alessandria v oblasti Piemont.
K 31. prosinci 2010 zde žilo 1 060 obyvatel.

## Sousední obce
Bozzole, Breme, Frassineto Po, Pomaro Monferrato, Sartirana Lomellina, Ticineto